# Bymuseet i Bergen
Bymuseet i Bergen er en sammenslutning af flere museer i Bergen, som blev etableret den 1. juli 2005. Det består af flere tidligere selvstændige museer og kulturminder i Bergen kommune. Bymuseet har i dag ansvar for Alvøen hovedbygning, Bergen Skolemuseum, Bryggens Museum, Damsgård hovedgård, Gamle Bergen Museum, Hordamuseet, Håkonshallen, Lepramuseet og Rosenkrantztårnet.
Bymuseet forvalter totalt over 120 bygninger i Bergen kommune.